# Greixonera dels darrers dies
La greixonera dels darrers dies o la greixonera de carnaval és un plat mallorquí típic que es menjava tradicionalment al temps de carnestoltes. També n'existeix una versió dolça. El nom prové de la cassola de terra amb la qual es prepara el plat.

## Ingredients
- peus, morro, i orella o careta, i llengua de porc
- tres ous (la quantitat pot variar per estar en equilibri amb la carn)
- un poc de llet
- canyella en pols i en rama
- nou moscada
- pebre bo
- ceba
- llorer
- Clavell d'espècia

## Recepta
Com es pot fer, pas per pas:
1. Si la carn és salada s'ha de dessalar, i bullir-la en qualsevol cas. Per bullir la carn s'hi pot posar mitja ceba (si es posa tallada es desfà amb la cocció i es pot afegir quan es posa amb els ous) i dues fulles de llorer, clavell, i canyella en rama, i una mica de nou moscada, i ha de bullir segons si la carn és tendra o més vella. No és convenient triturar totalment la carn, ja que una de les gràcies d'aquest plat és trobar el tendrum quan se'l mengen. Abans de posar ho amb els ous heu de llevar les fulles de llorer i el clavell, i en aquest moment hi podeu afegir una mica més de nou moscada, alls picats, i moraduix, sal i pebre bo. Quan la carn està feta es talla en quadres amb un ganivet. S'ha de mesclar llavors amb els ous batuts, i hi afegirem canyella, sal, pebre bo, nou moscada, i la llet.
2. es posa a la “greixonera”, també pot servir una olla, o qualsevol motlle de fang pla.
3. es posa al forn fins que pren la consistència suficient, també es pot fer al forn de microones.
4. finalment s'ha de dir que se sol menjar fret.